# Quai d'Orsay (strip)
Quai d'Orsay is een Franse strip in twee delen die op komische wijze de belevenissen beschrijft van minister Taillard de Worms, getekend door Christophe Blain. Scenarist Abel Lanzac, een ex-kabinetsmedewerker op het Franse ministerie van Buitenlandse Zaken, baseerde zijn personage op de Franse politicus Dominique de Villepin.

## Deel 1
De jonge Arthur Vlaminck wordt aangeworven als tekstschrijver voor minister van Buitenlandse Zaken Taillard de Worms.
Deze strip won de Grand Prix RTL de la bande dessinée 2010.
Dit boek verscheen in het Engels onder de titel Weapons of Mass Diplomacy.

## Deel 2
Tekstschrijver Arthur Vlaminck moet voor zijn minister een speech schrijven die de crisis rond het fictieve land Lousdem kan ontwapenen. Dit deel is gebaseerd op de speech van Dominique de Villepin voor de algemene vergadering van de Verenigde Naties in 2003 tijdens de crisis rond Irak.
Deze strip won de Fauve d'or (prijs voor het beste album) op het festival van Angoulême 2013, en de Italiaanse Micheluzzi-prijs voor beste buitenlandse album 2013.

## Verfilming
Christophe Blain en Abel Lanzac werkten mee aan de verfilming van het eerste deel van Quai d'Orsay.